# محاصره گندی‌شاپور
محاصره گندیشاپور  در سال ۶۴۲ رخ داد. گندیشادور واپسین شهر بزرگ خوزستان بود که به دست اعراب مسلمان افتاد. بر پایهٔ گفته‌های طبری و بلاذری، ابوموسی اشعری، فرمانده سپاه اعراب مسلمان، تا گندیشاپور پیشروی کرده و شهر را به محاصره درآورد. شهر بنا به سازوکار دفاعی ضعیفی که داشت، از خود مقاومت زیادی نشان نداد. تنها پس از چند روز دروازه‌های شهر گشوده شد. ابوموسی اشعری آنگاه در برابر خراج، با شهر پیمان صلح بست. با این حال، ساکنان شهر زندگی زیر فرمان خلفای راشدین را رد کردند و به Kalbaniyah گریختند. ابوموسی آنگاه به آن شهر رفت و آن را به راحتی گرفت. پس از ان ابوموسی با گرفتند چند شهر دیگر، تسخیر خوزستان را به سر آورد.